# Charles Tatham (mačevalac)
Charles T. Tatham (New York, 3. rujna 1854. – New York, 24. rujna 1939.), američki mačevalac koji se natjecao na Olimpijskim igrama 1904. godine.

## Životopis
Rođen je 3. rujna 1854. godine u New Yorku. Godine 1904. je osvojio dvije srebrene medalje u disciplini mač pojedinačno i floretu momčadski te brončanu u disciplini floret pojedinačno. Umro je u New Yorku 24. rujna 1939.

## Vanjske poveznice
- Profil na stranicama MOO-a